# Motörizer
Motörizer ist das 19. Studioalbum von Motörhead. Die deutsche Veröffentlichung erfolgte am 29. August 2008.

## Entstehung
Der Albumtitel geht auf Schlagzeuger Mikkey Dee zurück, der ihn bereits vor Jahren ersonnen hatte. Als Titel ist er aber bisher nicht berücksichtigt worden. Aufgenommen wurde das Album größtenteils in Dave Grohls 606 Studio in Los Angeles. Mit Platz 5 ist es nach dem Studio-Vorgängeralbum Kiss of Death für die Band der zweithöchste Einstieg in die deutschen Charts. Sänger Lemmy Kilmister machte für das Album Werbung unter anderem in Bruce Dickinsons Radiosendung Friday Rock Show auf BBC 6 Music.

## Cover
Die Illustration auf dem Albumcover ist in Form einer Wappenvereinigung gestaltet – mit einem Wappenschild, das in heraldischer Vierung die Wappen der Herkunftsländer zweier der Bandmitglieder trägt, nämlich das von England (Lemmy Kilmister) und von Schweden (Mikkey Dee) sowie die Flagge von Wales für Phil Campbell. Als viertes Element des Schildes ist Snaggletooth abgebildet, das Maskottchen Motörheads. Künstler des Covers ist Mark De Vito.

## Titelliste
1. Runaround Man – 2:57
2. Teach You How to Sing the Blues – 3:03
3. When the Eagle Screams – 3:44
4. Rock Out – 2:08
5. One Short Life – 4:05
6. Buried Alive – 3:11
7. English Rose – 3:37
8. Back on the Chain – 3:24
9. Heroes – 4:59
10. Time Is Right – 3:14
11. The Thousand Names of God – 4:33